# Radosław Pruchnik
Radosław Pruchnik (ur. 11 października 1986 w Warszawie) – polski piłkarz występujący na pozycji pomocnika, zawodnik polskiego klubu Legia II Warszawa.

## Życiorys

### Kariera klubowa
Karierę rozpoczynał w polskim klubie SEMP Ursynów, później występował w drużynach młodzieżowych Amiki Wronki i Lecha Poznań. Seniorską karierę zaczynał w drugoligowym Turze Turek, a następnie występował w klubach: Flocie Świnoujście, ŁKS-ie (debiut w ekstraklasie) i Arce Gdynia. 1 lipca 2014 został piłkarzem Górnika Łęczna, skąd wypożyczony był do tyskiego klubu GKS Tychy.
18 lipca 2018 podpisał kontrakt z polskim klubem Legia II Warszawa, bez odstępnego.   